# Diseño en habitación limpia

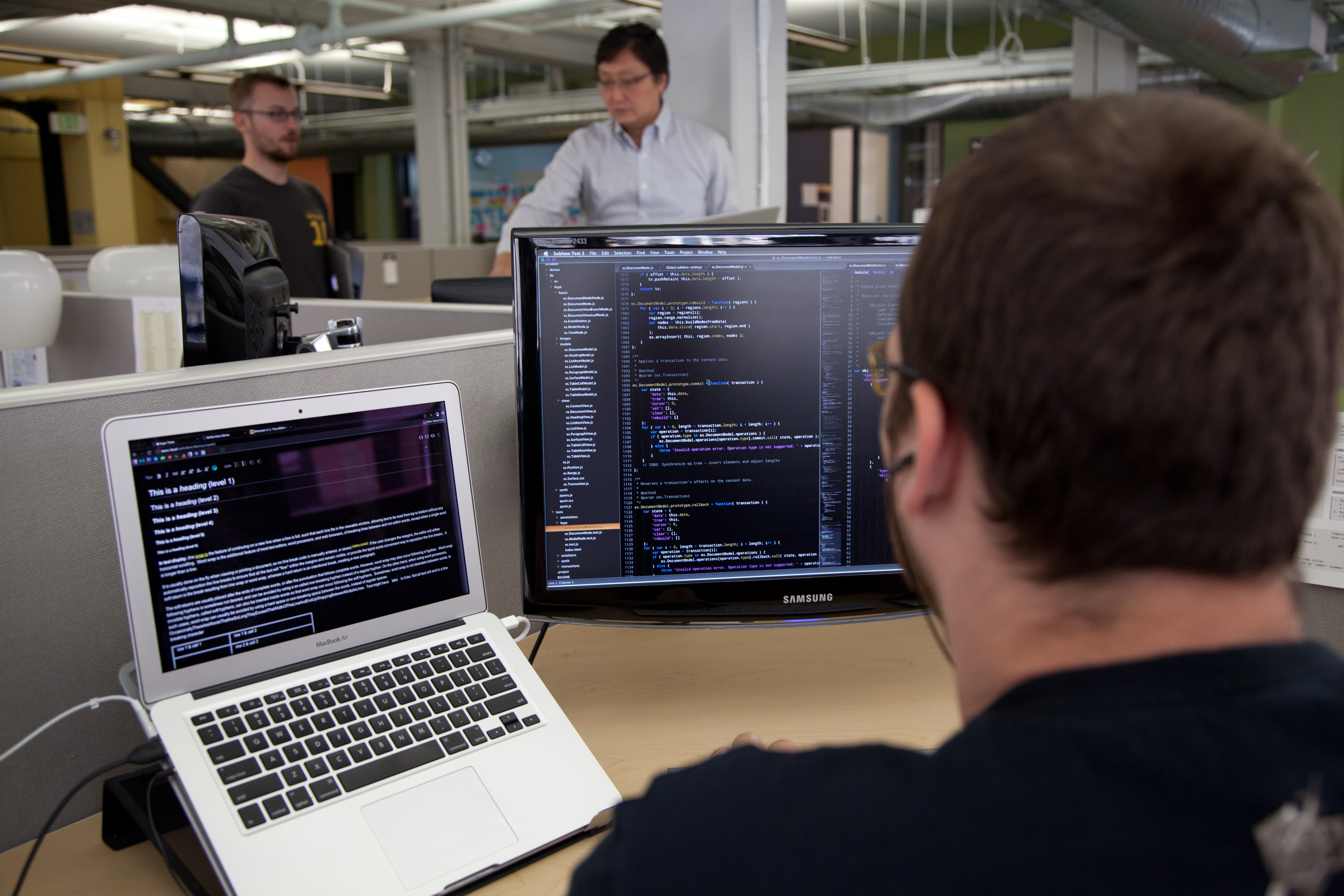
Trevor Parscal, jefe de edición en las oficinas de la Fundación Wikimedia en San Francisco. La imagen muestra de espaldas a un varón moreno y caucásico con barba, gafas y auriculares delante de dos pantallas y un teclado.

El diseño en habitación limpia (calco del inglés clean room design, también conocido como la técnica de la muralla china) es un método para copiar un diseño mediante ingeniería inversa y luego volver a crearlo sin infringir ningún derecho de autor ni secreto comercial relacionados con el diseño original. El diseño en habitación limpia es útil como defensa contra las demandas por derechos de autor y violación de secretos comerciales, ya que se basa en la invención independiente. Sin embargo, debido a que la invención independiente no es una defensa contra las patentes, los diseños en habitación limpia por lo general no se puede utilizar para burlar las restricciones de patentes.
El término implica que el equipo de diseño trabaja en un ambiente que es limpio o demostrablemente no contaminado por cualquier conocimiento de las técnicas propietarias utilizadas por el competidor.
Un primer equipo analiza el diseño a duplicar, utiliza diversas técnicas de ingeniería inversa, descubre incluso prestaciones ocultas (fallos de diseño) y escribe una especificación de diseño. Un abogado revisa la especificación para asegurarse de que no se incluye ningún material sujeto a derechos de autor. Un segundo equipo, sin conexión ninguna con el primero, realiza la implementación del diseño y el proceso de testeo de que cumple con las especificaciones del diseño.

## Ejemplos
Aunque se puede aplicar a casi cualquier área, los casos más famosos han sido en el ámbito de la informática:
- Columbia Data Products construyó el primer clon del IBM PC gracias a un diseño en habitación limpia de la BIOS del IBM PC.
- VTech usó el mismo método para duplicar las ROMs del Apple II para el Laser 128, el único clon entre docenas de compatibles Apple II, que sobrevivió a una demanda judicial interpuesta por Apple Computer.
- ReactOS es un sistema operativo open source construido usando esta técnica sobre Microsoft Windows.
- En el Chips & Technologies Super386 se usó esta técnica para crear un microprocesador compatible Intel 80386.

## Jurisprudencia
Sony Computer Entertainment, Inc. v. Connectix Corporation fue una demanda de 1999 que estableció un importante precedente  en lo que respecta a la ingeniería inversa. Sony demanda por infracción de derechos de autor a Connectix por su emulador de PlayStation Virtual Game Station, alegando que el código propietario de su BIOS se ha copiado en el producto de Connectix sin permiso. Sony ganó la primera sentencia, pero la sentencia fue revocada en apelación. Sony finalmente compró los derechos de la Virtual Game Station para evitar su venta posterior y el desarrollo. Esto estableció un precedente frente a las consecuencias jurídicas de los esfuerzos comerciales de ingeniería inversa.
Durante la producción, Connectix intentó sin éxito usar el Diseño en habitación limpia para practicar ingeniería inversa sobre la BIOS, por lo que sus ingenieros desensamblaron el código objeto directamente. La apelación exitosa de Connectix sostuvo que el desensamblado y la observación directa del código propietario era necesario porque no había otra manera de determinar su comportamiento. De la sentencia:
Algunas obras están más cerca del núcleo de la prevista protección de los derechos de autor que otras. La BIOS de Sony estaba tan cerca del núcleo que no pueden ser examinadas las partes desprotegidas sin copiar. El tribunal de apelación, por tanto, otorga un grado menor de protección que las obras literarias más tradicionales.